# Свет из доба јуре
Свет из доба јуре (енгл. Jurassic World) амерички је научнофантастични филм режисера Колина Треворова из 2015. године, који представља наставак филмског серијала Парк из доба јуре и први је филм у серијалу Свет из доба јуре. Сценарио су написали Дерек Коноли и Треворов, продуценти су били Френк Маршал и Патрик Кроули, док су у главним улогама Крис Прат, Брајс Далас Хауард, Винсент Д’Онофрио, Тај Симпкинс, Ник Робинсон, Омар Сај, Б. Д. Вонг и Ирфан Кан. Радња је смештена 22 године након догађаја из филма Парк из доба јуре, на истом фикционалном централноамеричком острву Нублар, које се налази на костариканској обали Пацифика, на коме је већ једну деценију отворен тематски парк са клонираним диносаурусима. Парк запада у хаос када трансгени диносаурус побегне из свог ограђеног простора и постане разјарен.
Јуниверсал пикчерс је планирао да започне продукцију четвртог филма из серијала 2004. и да га реализује 2005. године, али развој филма се сусрео са разним проблемима, док је сценарио мењан неколико пута. Након сугестије извршног продуцента Стивена Спилберга, сценаристи Рик Џафа и Аманда Силвер су размотрили идеју о функционалном парку са диносаурусима. Треворов је унајмљен као режисер 2013. године и пратио је исту идеју док је развијао нови сценарио са Конолијем. Филм је сниман од априла до августа 2014. у Луизијани и на Хавајима. Диносауруси у филму су креирани помоћу компјутерски генерисаних слика и коришћењем аниматронике.
Продукција је завршена у мају 2015, а филм је реализован у преко 60 држава почевши од 10. јуна исте године. Након што је оборио рекорд најуспешнијег премијерног викенда поставши први филм који је у том периоду зарадио преко 500 милиона долара, филм је укупно зарадио преко 1,6 милијарди долара широм света што га је тада учинило трећим најуспешнијим филмом икада. Такође је постао други најуспешнији филм из 2015. године и најуспешнији у серијалу. Филм је добио позитивне критике за своју режију, Пратову и Хауардину глуму и визуелне ефекте, док су сценарио и наратив критиковани. Наставак, Свет из доба јуре: Уништено краљевство, премијерно је приказан 2018. године.

## Радња
22 године након догађаја из филма Парк из доба јуре, компанија ИнГен отвара потпуно нови парк под називом „Свет из доба јуре”. Браћа Зак и Греј Мичел долазе код своје тетке Клер Диринг, менаџерке парка. Међутим, она је презаузета налажењем спонзора за атракције са већим диносаурусима ради повећања доласка туриста, па их њена помоћница Зара води кроз парк. За ту сврху, генетичари су створили новог, генетски модификованог диносаура, названог Индоминус рекс, насталог комбинацијом ДНК неколико диносауруса грабљиваца и данашњих животиња попут сипе и жабе гаталинке, чију тајну зна др Хенри Ву, главни генетичар. Власник парка, Сајмон Масрани, позива истраживача и тренера велоцираптора, Овена Грејдија и Клер да прегледају диносауруса пре него што изађе у јавност. Овен упозорава Клер да је преопасан јер никад није био у друштву других диносаура.
Вик Хоскинс, шеф сигурности ИнГена, сматра да би четири велоцираптора могла да се искористе у војне сврхе, а Овен тврди да то што је он њихов алфа, не значи да су питоми и обуздани. Унутар ограде Индоминуса рекса, Овен и Клер откривају да се диносаурус наизглед попео преко ограде и побегао. Овен улази унутра са два члана особља и схвата да их је заправо диносаурус намамио лажирајући своје бекство. Бежећи према излазу, убије обојицу, а Овен успева да изађе и преживи, сакривши се испод џипа.
Након што Индоминус рекс убије већину сигурносних војника, Клер наређује евакуацију. У међувремену, Зак и Греј се ушуњавају у шумски део парка како би истражили још диносауруса. Индоминус рекс их напада, али преживљавају у задњи час скочивши у водопад. Путујући пешке, откривају рушевине старог центра за посетиоце Парка из доба јуре. Тамо поправљају стари џип и возе се до главног дела парка. Индоминус рекс наставља са дивљањем и убивши неколико апатосауруса, разбија кавез за птеросауре који беже у главни део парка убијајући туристе, међу њима и Зару. Док их војници обуздавају, Овен и Клер проналазе Зака и Греја.
Хоскинс преузима заповедништво и одлучује да искористи велоцирапторе да нађу и убију Индоминуса рекса, са чиме се Овен невољно слаже. Велоцираптори прате његов мирис до џунгле, у којој га Овен и неколико војника нападну. Међутим, како Индоминус рекс поседује ДНК велоцираптора, комуницира са њима окрећући их против људи. Овен успоставља везу са једним, али га војници убију. У међувремену, Овен, Клер, Зак и Греј проналазе Хоскинса и др Вуа како беже хеликоптером узимајући све могуће ембрионе диносауруса. Али, када Хоскинс разоткрије своју намеру да створи генетски модификовано диносаурско супер-оружје, убија га раптор.
Суочавајући се са велоцирапторима, Овен успева да поновно успостави везу са њима како би убили Индоминуса рекса, који их напосљетку убија. Знајући да су надјачани, Клер из једне ограде намамљује тираносауруса, који креће на Индоминуса рекса. У борбу се укључује и једини преживели раптор и заједничким снагама свладаног Индоминуса рекса одгурају до лагуне, где га мосасаурус повлачи са собом у воду. Ти-рекс заједно са раптором одлази у дивљину. Сутрадан, међу преживелима у Костарики, Зак и Греј се враћају својим родитељима, а Овен и Клер одлуче да остану заједно.

## Улоге
| Глумац             | Улога          |
| ------------------ | -------------- |
| Крис Прат          | Овен Грејди    |
| Брајс Далас Хауард | Клер Диринг    |
| Ник Робинсон       | Зак Мичел      |
| Тај Симпкинс       | Греј Мичел     |
| Винсент Д’Онофрио  | Вик Хоскинс    |
| Ирфан Кан          | Сајмон Масрани |
| Омар Сај           | Бари           |
| Б. Д. Вонг         | др Хенри Ву    |
| Џејк Џонсон        | Лоуери Крутерс |
| Лоран Лапкус       | Вивијан        |
| Брајан Ти          | Каташи Хамада  |
| Кејти Макграт      | Зара Јанг      |
| Џуди Грир          | Карен Мичел    |
| Енди Бакли         | Скот Мичел     |
| Џејмс Думонт       | Хал Остерли    |